# José Ferraz de Almeida Júnior

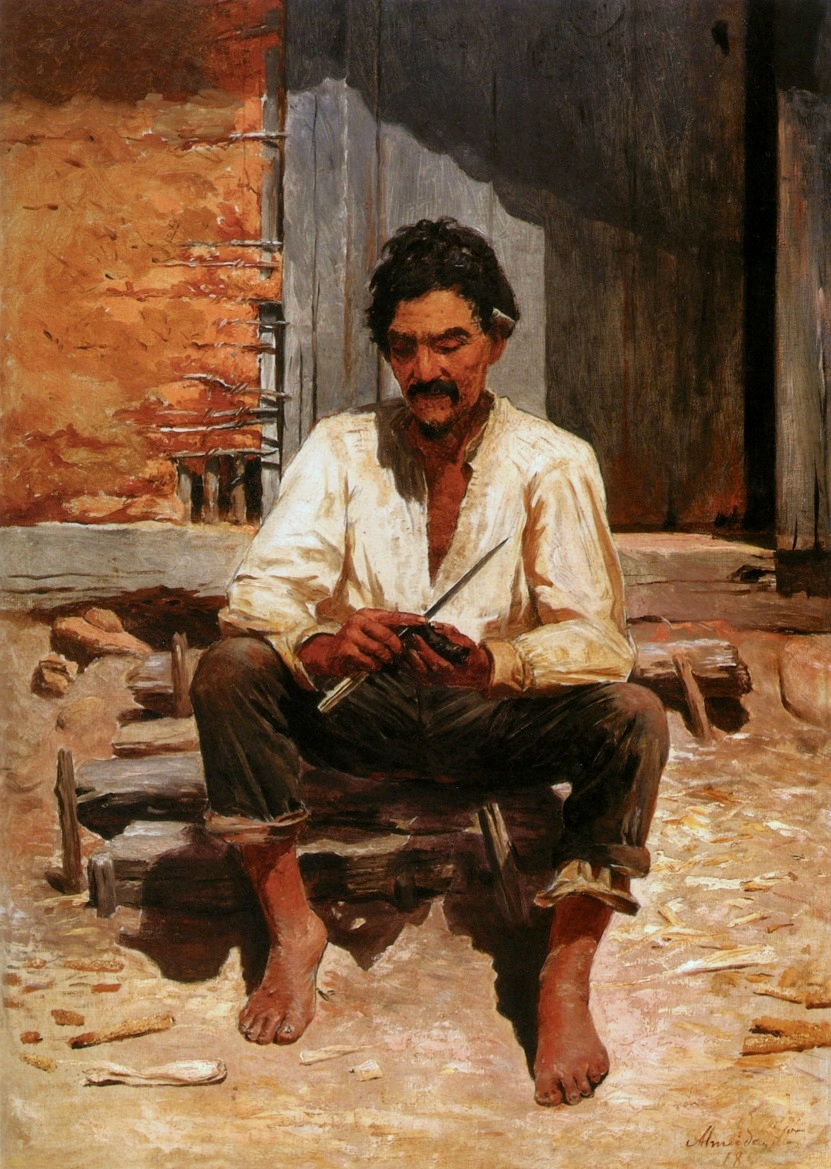
Vida en el campo: cortando tabaco (Caipira picando fumo, (1893).

José Ferraz de Almeida Júnior (Itu, São Paulo, 8 de mayo de 1850 – Piracicaba, São Paulo, 13 de noviembre de 1899) fue un pintor brasileño del siglo XIX. Es probablemente el más importante pintor realista brasileño del siglo XIX y una gran inspiración para los pintores modernistas. Mientras que la mayoría de los artistas académicos brasileños se hicieron famosos pintando escenas mitológicas o históricas, Almeida Júnior se convirtió en popular por pintar figuras rurales, especialmente granjeros y al caipira, el hombre del campo que es una especie de símbolo de las regiones rurales del estado de São Paulo.
Mientras la mayoría de los pintores realistas usaron a granjeros y campesinos como una alegoría de trabajadores, Almeida Júnior pintó sus caipiras principalmente en su tiempo de ocio. También produjo conmovedoras imágenes de terratenientes. Los bandeirantes, los implacables exploradores del Brasil colonial estuvieron representados en A partida da monção, que muestra una expedición en el río Tietê. 
Almeida Júnior nació en la ciudad de Itu, entonces de pequeño tamaño, en el estado de São Paulo. Después de convertirse en la sensación de su ciudad, sería invitado a estudiar en la Academia de Bellas Artes Imperial Brasileña de Río de Janeiro, pero en 1876 estudiaría en Francia, después de recibir una beca del emperador Pedro II de Brasil en persona en la ciudad de Moji-Mirim. En la capital francesa, Alexandre Cabanel sería uno de sus maestros.
Admiró a los pintores realistas y naturalistas franceses, que ejercieron una gran influencia en su obra. Al regresar a Brasil en 1882 se convirtió en uno de los miembros líderes del realismo en la pintura brasileña.
Fue apuñalado hasta la muerte por el marido de su amante el 13 de noviembre de 1899 frente al Hotel Central, al enterarse de la adúltera relación.